# Торгашино
Торгашино — деревня в Сергиево-Посадском районе Московской области России, входит в состав сельского поселения Селковское.

## Население
| 1835 | 1850 | 1857 | 1859 | 1895 | 1905 | 1926 | 2002 | 2006 |
| ---- | ---- | ---- | ---- | ---- | ---- | ---- | ---- | ---- |
| 133  | ↗148 | ↗181 | ↗184 | ↘173 | ↘159 | ↗197 | ↗983 | ↘962 |
| 2010 |      |      |      |      |      |      |      |      |
| ↗994 |      |      |      |      |      |      |      |      |

## География
Деревня Торгашино расположена на севере Московской области, в северо-восточной части Сергиево-Посадского района, примерно в 88 км к северу от Московской кольцевой автодороги и 37 км к северу от станции Сергиев Посад Ярославского направления Московской железной дороги.
В 1,5 км к западу от деревни проходит автодорога Р104, в 21 км юго-восточнее — Ярославское шоссе М8, в 27 км юго-западнее — Московское большое кольцо А108. Ближайшие населённые пункты — деревни Власово, Мардарьево и Переславичи.
Связана автобусным сообщением с Сергиевым Посадом.

## История
В «Списке населённых мест» 1862 года — владельческое сельцо 2-го стана Переяславского уезда Владимирской губернии по правую сторону Углицкого просёлочного тракта, от границы Александровского уезда к Калязинскому, в 45 верстах от уездного города и становой квартиры, при пруде, с 27 дворами, заводом и 184 жителями (95 мужчин, 89 женщин).
По данным на 1895 год — деревня Федорцевской волости Переяславского уезда с 173 жителями (84 мужчины, 89 женщин). Основным промыслом населения являлось хлебопашество, 23 человека уезжали в качестве красильщиков по бумаге, шерсти и шёлку на отхожий промысел в Москву и Московскую губернию.
По материалам Всесоюзной переписи населения 1926 года — деревня Переславицкого сельсовета Федорцевской волости Сергиевского уезда Московской губернии в 12 км от Угличско-Сергиевского шоссе и 38 км от станции Сергиево Северной железной дороги; проживало 197 человек (90 мужчин, 107 женщин), насчитывалось 43 хозяйства (35 крестьянских).
Теперь на 2022 год здесь проживает около 1000 человек. Есть детские площадки, детский сад, школа, клуб в котором находится библиотека, 1-универсам (Верный).
Недалеко есть коттеджи, в которых живут также люди, в десяти 10 км есть село Хребтово.
С 1929 года — населённый пункт Московской области в составе:
- Торгашинского сельсовета Загорского района (1959—1963, 1965—1991)[15][16],
- Торгашинского сельсовета Мытищинского укрупнённого сельского района (1963—1965)[16][17],
- Торгашинского сельсовета Сергиево-Посадского района (1991—1994)[17],
- Торгашинского сельского округа Сергиево-Посадского района (1994—2006)[18],
- сельского поселения Селковское Сергиево-Посадского района (2006 — н. в.)[19][20].

## Образование
В деревне располагается одна средняя общеобразовательная школа :
МБОУ Торгашинская средняя школа 